# 데라지초 정류장
데라지초 정류장(일본어: 寺地町停留場, てらぢちょうていりゅうじょう)은 일본 오사카부 사카이시 사카이구에 있는 한카이 전기 궤도의 정류장이다. 역 번호는 HN24이다.

## 역사
- 1912년 3월 5일: 한카이 전기 궤도 개업으로 영업 개시.
- 1915년 6월 21일: 회사 합병으로 난카이 철도의 역이 됨.
- 1944년 6월 1일: 회사 합병으로 긴키 닛폰 철도의 역이 됨.
- 1947년 6월 1일: 노선 양도로 인하여 난카이 전기철도의 역이 됨.
- 1980년 12월 1일: 노선 양도로 인하여 한카이 전기 궤도의 정거장이 됨.

## 정류장 구조
오미치스지 중앙부에 위치하고 단선 승강장의 2면이 교차로를 끼고 엇갈리게 배치되어 있다.하마데라에키마에 방면 플랫폼이 데라지초히가시 1초에, 에비스초 방면 플랫폼이 쇼린지초히가시 1초에 위치한다.

## 역 주변
- 쇼린지
- 오사카 항

## 사진

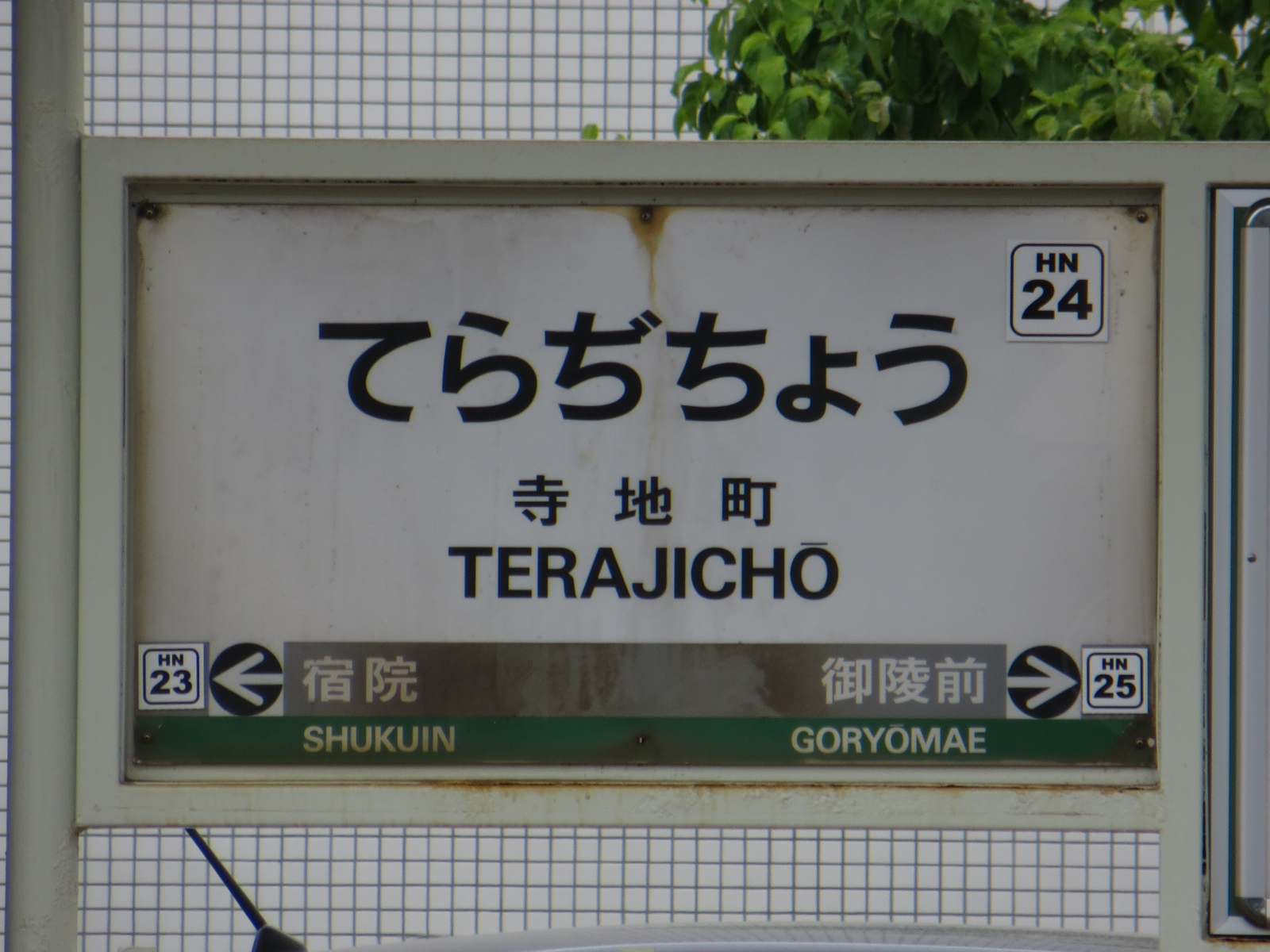
역명판

## 인접역
| 한카이 전기 궤도 ■ 한카이 선 | 한카이 전기 궤도 ■ 한카이 선 | 한카이 전기 궤도 ■ 한카이 선        |
| ---------------------------- | ---------------------------- | ----------------------------------- |
| HN23 슈쿠인 에비스초 방면    |                              | 고료마에 HN25 하마데라에키마에 방면 |